# Коколіче
Коколіче (ісп. Cocoliche) — італо-іспанський піджин, на якому говорили італійські іммігранти в Аргентині в 1880—1950.

## Історія
У 1880—1900 до Аргентини та Уругваю прибула величезна кількість італійських іммігрантів, більшість з яких були бідняками, які не володіли іспанською мовою. Як і інші іммігранти, італійці тісно спілкувалися з місцевим креольським населенням, що в результаті сприяло формуванню іспанської суміші з італійським і його діалектами. Цей піджин дістав принизливу назву коколіче.
Правильна італійська ніколи не використовувалася в Аргентині, тому що більшість іммігрантів використовували свої місцеві діалекти й не володіли достатньо стандартною італійською. Ця обставина завадила розвитку культури італійської мови в Аргентині, яка в наступні десятиліття поступово виходила з ужитку.
Застосування коколіче обмежувалося лише першим поколінням італійських іммігрантів, оскільки їхні діти, навчаючись, працюючи і служачи в армії, використовували іспанську мову, що згодом сприяло поступовому виходу з цієї форми мови. Коколіче гумористично зображували в літературних творах та в Аргентинському оперному театрі, наприклад, актором Даріо Вітторі.

## Вплив
Деякі слова коколіче перейшли в лунфардо:
- manyar (їсти) від mangiare -> в лунфардо: їсти, їсти
- lonyipietro (дурень)
- fungi (гриб) -> в лунфардо: капелюх
- vento (вітер) -> у лунфардо: гроші
- matina (ранок)